# Damallsvenskan 1989
Die Damallsvenskan 1989 war die 2. Spielzeit der Damallsvenskan, der höchsten Spielklasse im schwedischen Frauenfußball. Die Spiele fanden zwischen dem 22. April und dem 30. September 1989 statt. Es folgte eine Play-off-Runde, die mit dem Finalrückspiel am 5. November 1989 endete.
Jitex BK setzte sich sowohl in der regulären Saison als auch in den Play-offs durch und gewann seine sechste Meisterschaft. Den Titel der „Skyttedrottningar“ (Torschützenkönigin) holte sich Eleonor Hultin von Jitex BK mit 25 erzielten Toren.

## Tabelle
| Pl. | Verein              | Sp. | S  | U | N  | Tore    | Diff. | Punkte |
| --- | ------------------- | --- | -- | - | -- | ------- | ----- | ------ |
| 1.  | Jitex BK            | 22  | 15 | 4 | 3  | 073:190 | +54   | 34     |
| 2.  | Malmö FF            | 21  | 15 | 3 | 3  | 047:270 | +20   | 33     |
| 3.  | Öxabäck IF (M/P)    | 22  | 12 | 4 | 6  | 048:200 | +28   | 28     |
| 4.  | Djurgårdens IF (N)  | 22  | 13 | 2 | 7  | 039:240 | +15   | 28     |
| 5.  | Mallbackens IF      | 22  | 10 | 5 | 7  | 026:260 | ±0    | 25     |
| 6.  | Gideonsbergs IF     | 22  | 9  | 4 | 9  | 028:340 | −6    | 22     |
| 7.  | GAIS Göteborg       | 22  | 7  | 6 | 9  | 032:380 | −6    | 20     |
| 8.  | Mariestads BoIS (N) | 22  | 8  | 3 | 11 | 037:340 | +3    | 19     |
| 9.  | Hammarby IF         | 22  | 7  | 3 | 12 | 027:430 | −16   | 17     |
| 10. | Strömsbro IF        | 22  | 6  | 5 | 11 | 027:510 | −24   | 17     |
| 11. | Trollhättans IF     | 22  | 4  | 6 | 12 | 024:390 | −15   | 14     |
| 12. | IK Brage            | 22  | 2  | 3 | 17 | 018:710 | −53   | 07     |

| (M) | Schwedischer Meister 1988          |
| (P) | Pokalsieger 1988                   |
| (N) | Aufsteiger aus der Division 1 1988 |

## Play-offs

### Halbfinale
|                | Gesamt    |          | Hinspiel | Rückspiel |
| -------------- | --------- | -------- | -------- | --------- |
| Öxabäck IF     | 2:4       | Malmö FF | 1:2      | 1:2       |
| Djurgårdens IF | (a)1:1(a) | Jitex BK | 1:1      | 0:0       |

### Finale
|          | Gesamt |          | Hinspiel | Rückspiel |
| -------- | ------ | -------- | -------- | --------- |
| Malmö FF | 1:3    | Jitex BK | 1:2      | 0:1       |

## Statistik
438 Tore fielen in den 138 Spielen. Dies entspricht einem Schnitt von 3,17. Der Zuschauerschnitt lag bei 200.